# リン酸デヒドロゲナーゼ
リン酸デヒドロゲナーゼ(phosphonate dehydrogenase)は、次の化学反応を触媒する酸化還元酵素である。
ホスホン酸 + NAD+ + H2O {\displaystyle \rightleftharpoons } リン酸 + NADH + H+
この酵素の基質はホスホン酸、NAD+とH2Oで、生成物はリン酸、NADHとH+である。
この酵素は酸化還元酵素に属し、NAD+またはNADP+を受容体としてリンまたはヒ素に特異的に作用する。組織名はphosphonate:NAD+ oxidoreductaseで、別名にNAD:phosphite oxidoreductase、phosphite dehydrogenaseがある。